# Povilas Isoda
Povilas Isoda (* 1988 in Igliškėliai, Rajon Kapsukas) ist ein linker Politiker, Bürgermeister der litauischen Gemeinde Marijampolė.

## Leben
2004 absolvierte Povilas Isoda die Hauptschule Igliškėliai. Nach dem Abitur absolvierte er 2009 das Berufsbachelor-Studium bei Marijampolės kolegija und 2012 das Masterstudium des Managements an der Kauno technologijos universitetas in Kaunas.
2009–2012 arbeitete er als PR-Specialist und Projektleiter im Kolleg in Marijampolė. 2012 war er Verkauf-Kaufmann bei UAB „Agrochema“ und 2013–2015 Gehilfe eines Seimas-Mitglieds. Ab 2011 war er Stadtratsmitglied (ausgewählt bei den Kommunalwahlen in Litauen 2011), ab 2015  Vizebürgermeister (ausgewählt bei den Kommunalwahlen in Litauen 2015). Seit April 2019 ist er Bürgermeister von Marijampolė (ausgewählt bei den Kommunalwahlen in Litauen 2019).
Povilas Isoda ist Mitglied der Lietuvos socialdemokratų partija und der LSDJS. Seit 2017 ist er stellvertretender Parteivorsitzender der LSDP und leitet die LSDP-Sektion Marijampolė.

## Familie
Isoda ist verheiratet. Mit seiner Frau Agnė Isodienė hat er eine Tochter.